# Clan Nikaidō

Le mon du clan Nikaidō.

Le clan Nikaidō (二階堂氏, Nikaidō-shi) est un clan japonais de daimyos qui gouverne le district d'Iwase dans la province de Mutsu durant l'époque Sengoku. Le château de Sukagawa est leur résidence principale. Le clan descendrait de Fujiwara no Muchimaro, le fondateur des « cours du Sud » du clan Fujiwara.

## Château de Gifu

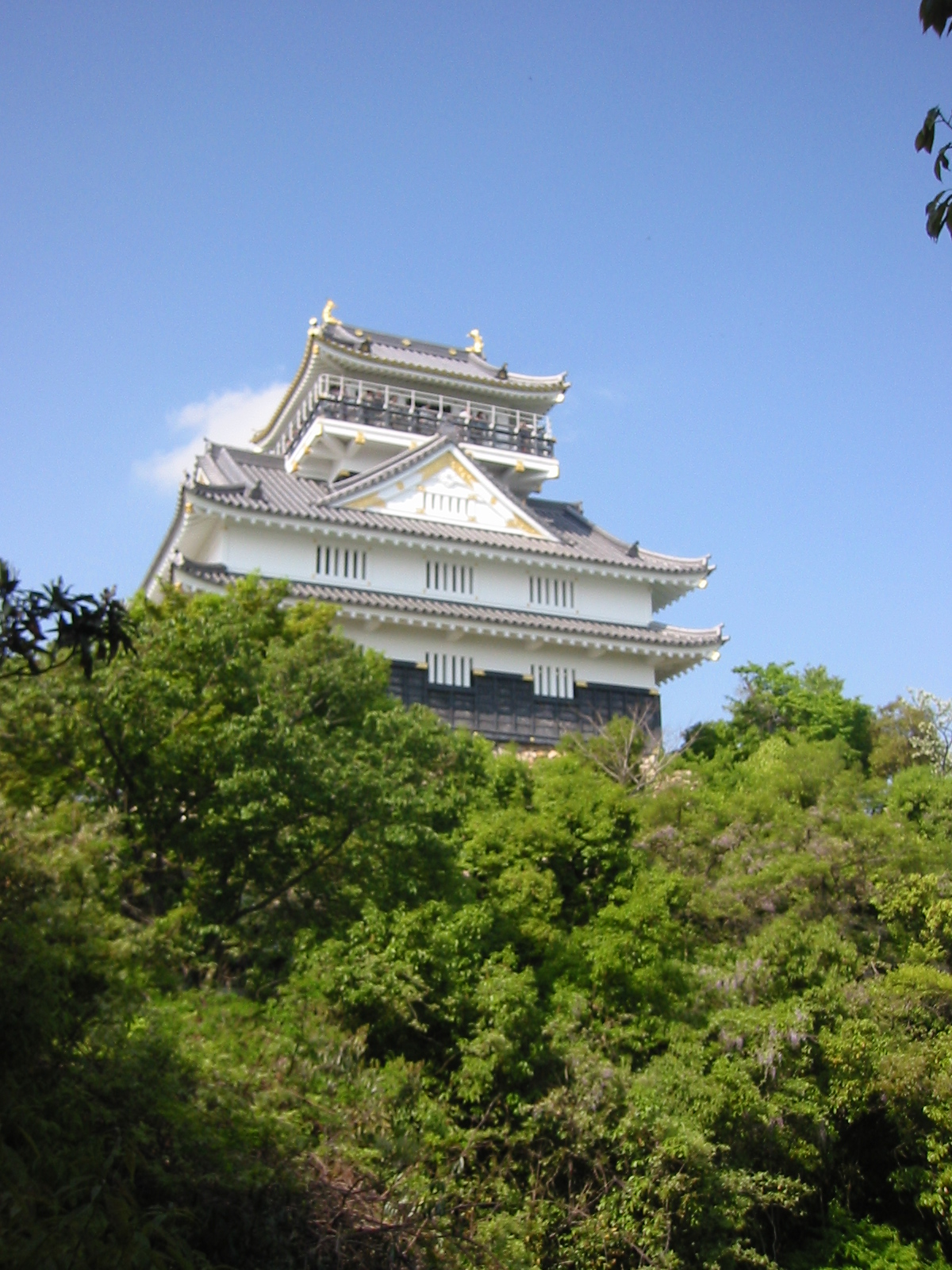
Château de Gifu.

Pendant l'époque de Kamakura, le pouvoir du clan s'étend jusqu'à la province de Mino où il construit le château de Gifu au sommet du mont Inaba entre 1201 et 1204.

## Chefs du clan
1. Yukimasa (二階堂行政)
2. Tameuji (二階堂為氏)
3. Yukimitsu (二階堂行光)
4. Yukiaki (二階堂行詮)
5. Yukikage (二階堂行景)
6. Haruyuki (二階堂晴行) (mort le 2 juillet 1542)
7. Teruyuki (二階堂照行) (mort le 22 octobre 1564)
8. Moriyoshi (二階堂盛義) (né en 1544, mort le 23 septembre 1581)
9. Yukichika (二階堂行親) (1570-1582)

## Vassaux notables
- Suda Morihide (須田盛秀) (1530-1625)
- Suda Hidehiro (須田秀広) (1572-1589)
- Suda SYoritaka (須田頼隆) (mort le 27 mai 1590)
- Yadano Yoshimasa (箭田野義正) (1565-1623)
- Nikaidō Yukihide (二階堂行栄) (né en 1581)
- Suda Teruhide (須田照秀)
- Suda Hideyuki (須田秀行)
- Nikaidō Tsugutsuna (二階堂続綱)
- Nikaidō Terushige (二階堂照重)
- Nikaidō Terutsuna (二階堂照綱)
- Nikaidō Yukinao (二階堂行直) (mort en 1348)
- Ōkub Sukechika (大久保資近)
- Hamao HYukiyasu (浜尾行泰) (1543-1623)
- Hamao Moriyasu (浜尾盛泰)
- Hamao Muneyasu (浜尾宗泰) ou Kawashima Muneyasu (川島宗泰)
- Moriya Shigekiyo (守谷重清)
- Moriya Toshishige (守谷俊重)
- Yadano Yukiyoshi (箭田野行義)
- Yadano Yukimasa (箭田野行政) (1524-1583)
- Yadano Yukimasa (箭田野行正)
- Hodowara Yukiari (保土原行有)
- Hodowara Yukifuji (保土原行藤) (1538-1620)
- Hodowara Shigeyuki (保土原重行)
- Endō Moritane (遠藤盛胤)
- Endō Katsushige (遠藤勝重)
- Yabe Yoshimasa (矢部義政)
- Shioda Masashige (塩田政繁)
- Onamihime (阿南姫) (1541-1602)

## Source de la traduction
- (en) Cet article est partiellement ou en totalité issu de l’article de Wikipédia en anglais intitulé « Nikaidō clan » (voir la liste des auteurs).